# Emmerting
Emmerting é um município da Alemanha, no distrito de Altötting, na região administrativa de Oberbayern, no estado da Baviera.

## História
O primeiro morador de Emmerting foi um fazendeiro, que construiu uma casarão de fazenda na região. Durante a Segunda Guerra Mundial, trabalhadores do Campo de concentração de Dachau moravam nessa cidade. Atualmente, Emmerting é povoada principalmente por professores e trabalhadores de fábricas químicas das regiões vizinhas.